# 未來主義建築

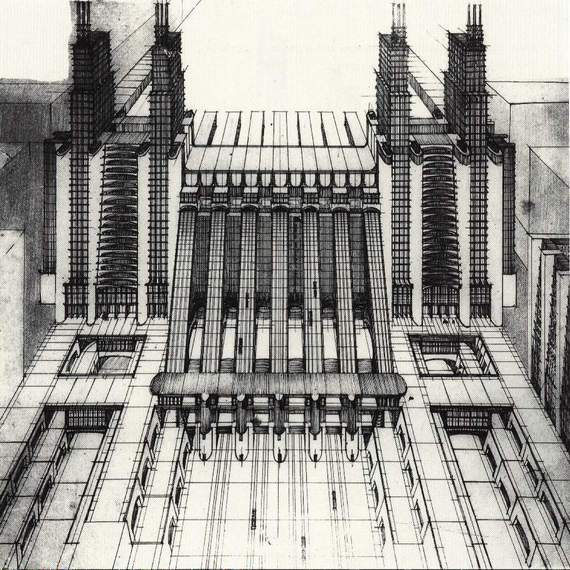
La Città Nuova酒店的透視圖，安東尼奧·聖埃裡亞1914年的作品

未來主義建築是20世紀初期起源於意大利的建築形式，特點是反歷史主義，多運用長線條，象徵速度，運動，緊迫性和抒情性。它是未來主義藝術運動的一部分，由詩人菲利波·托馬索·馬里內蒂於1909年發表的《未來主義宣言》發起。

## 裝飾藝術風格
20世紀20年代和20世紀30年代裝飾派藝術風格的建築，其流線型的形式被視為未來主義。

## 代表作品

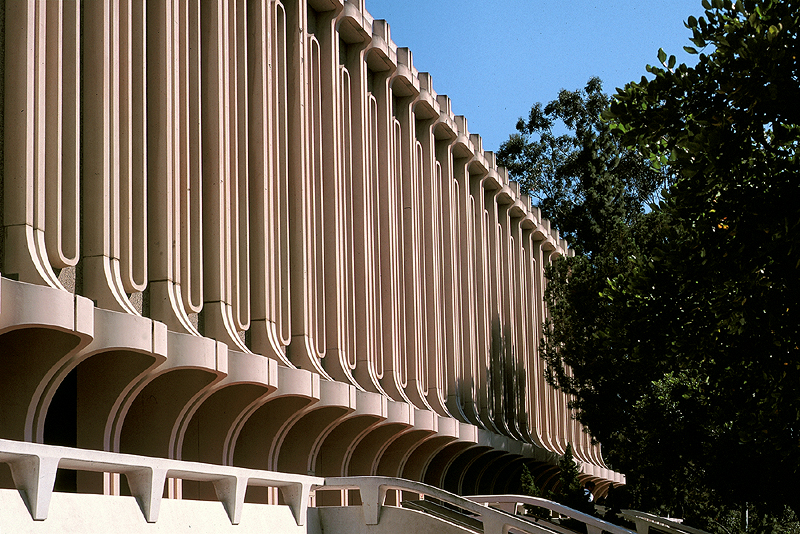
爾灣加州大學圖書館，建於1965年
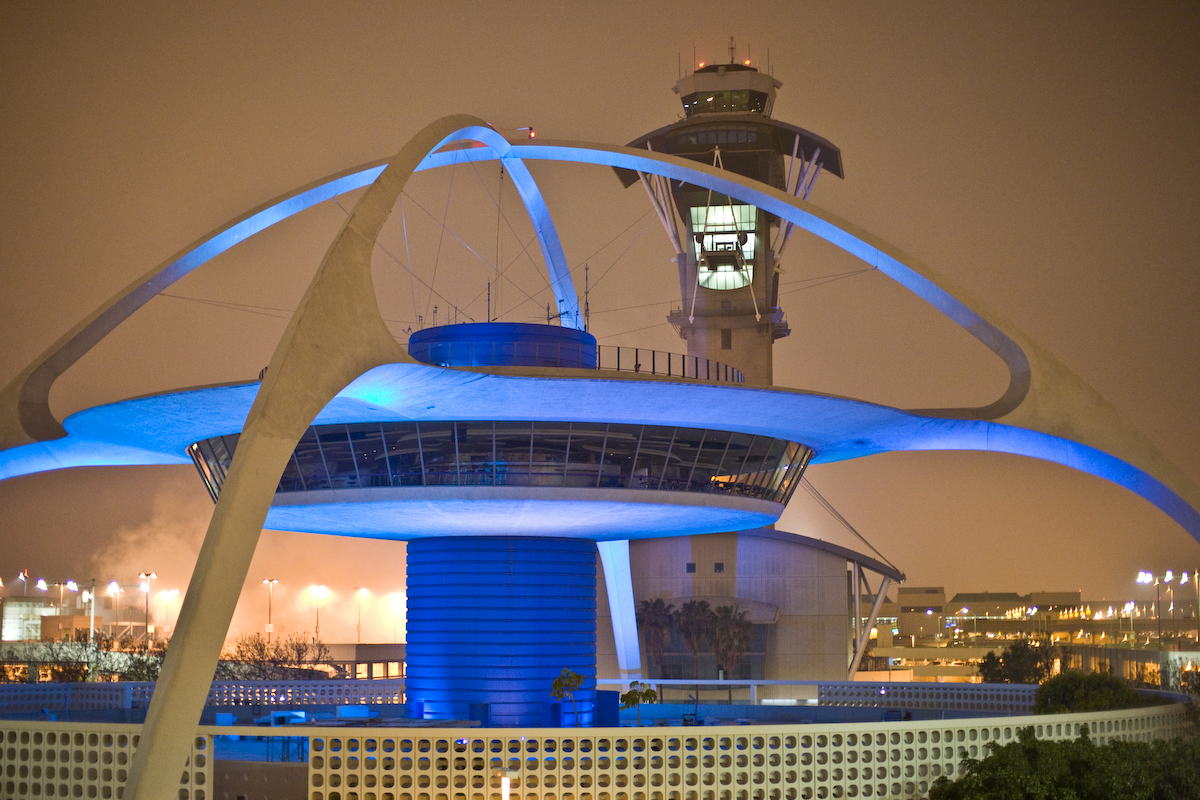
洛杉磯國際機場，建於1961年)
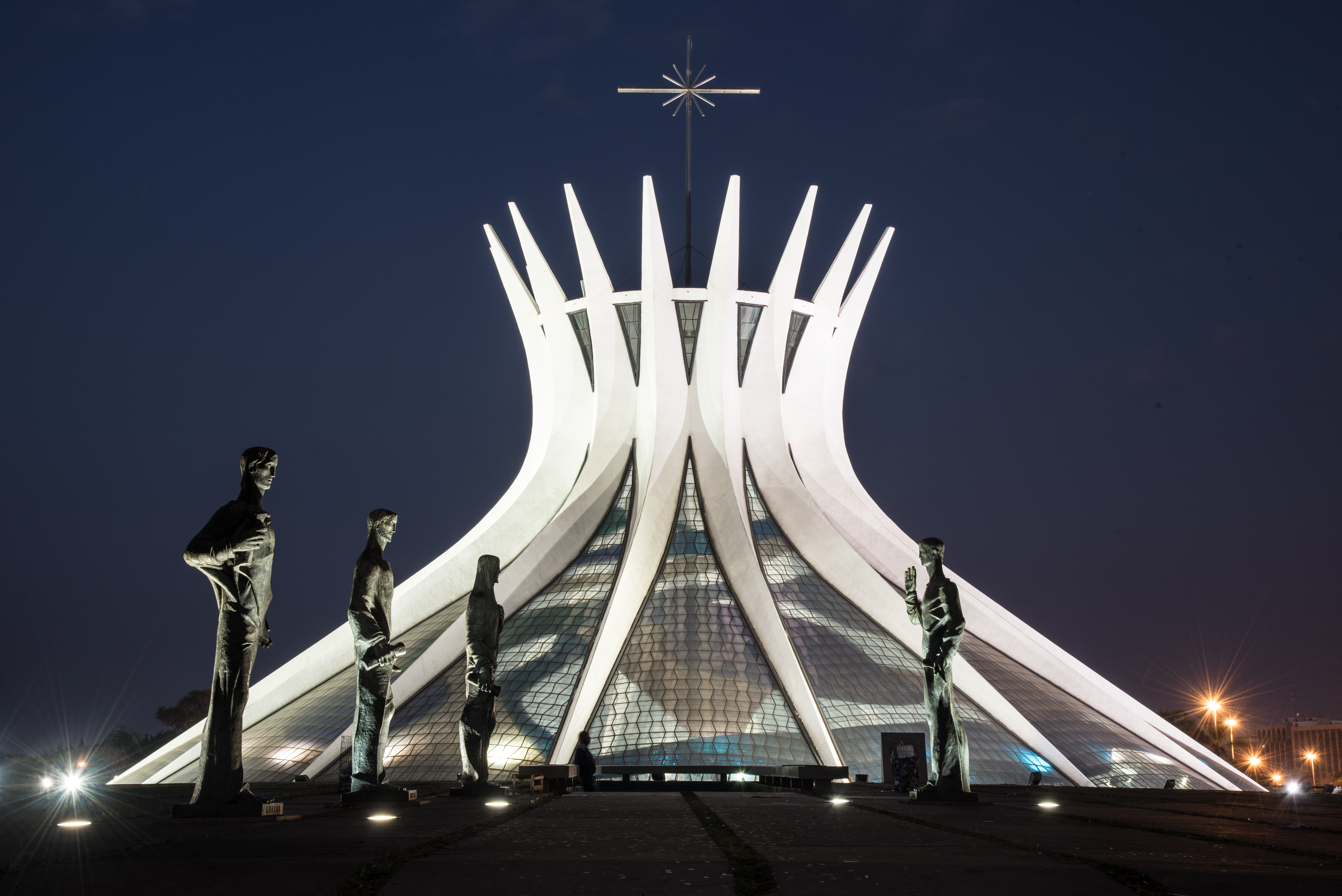
巴西利亞大教堂（奧斯卡·尼邁耶設計，建於1960年）
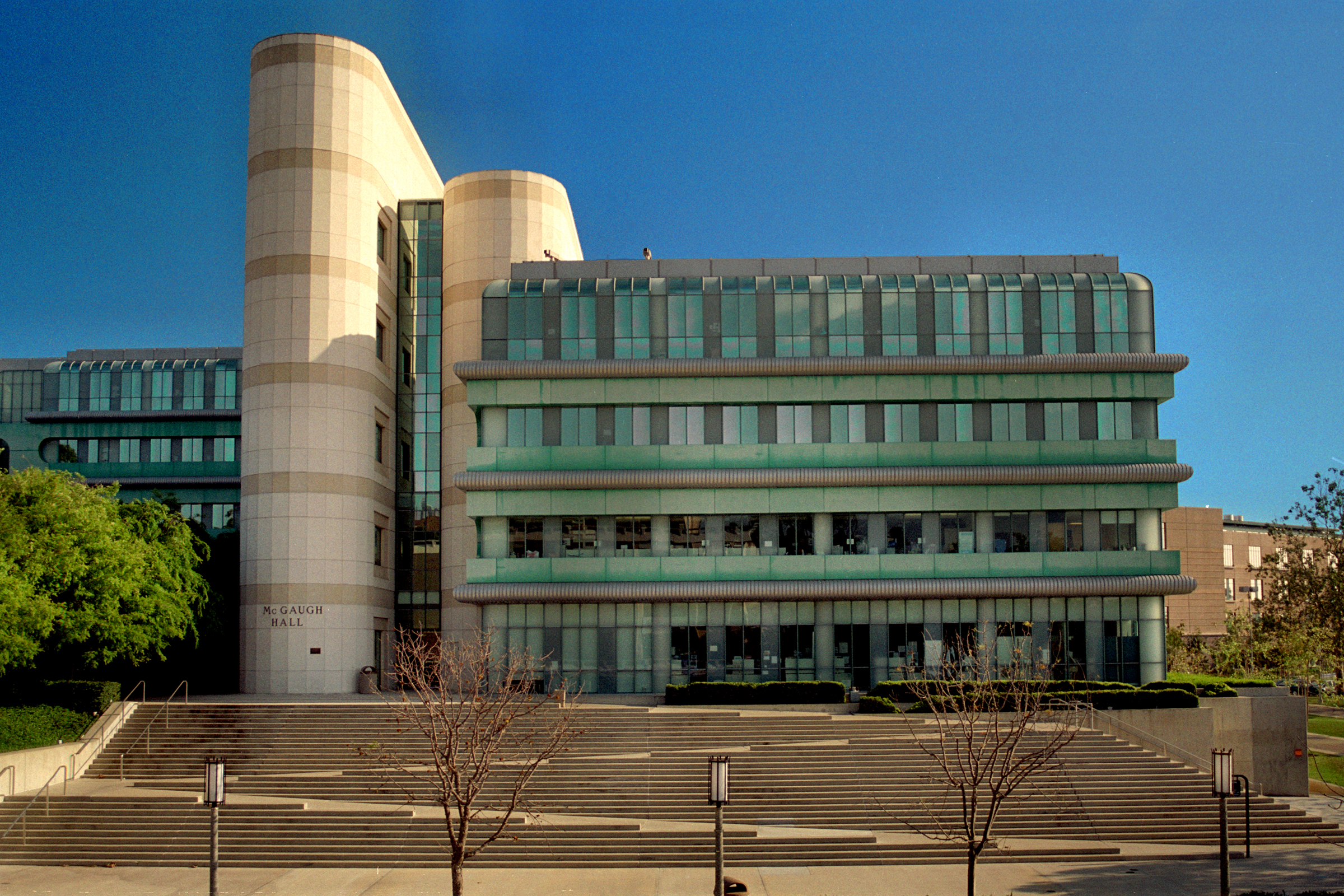
McGaugh Hall, 爾灣加州大學，建於1991年
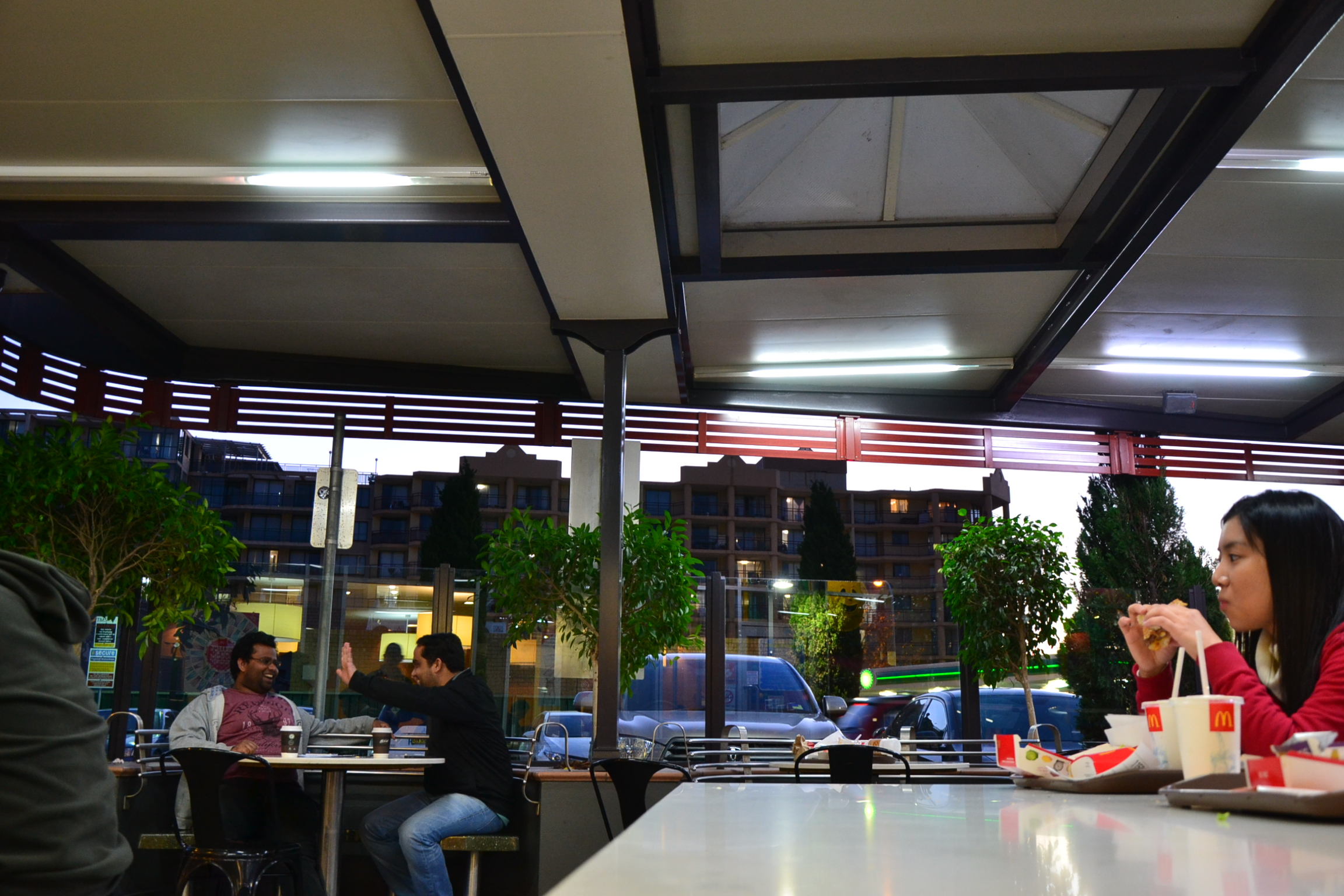
一間麥當勞內的未來主義裝潢
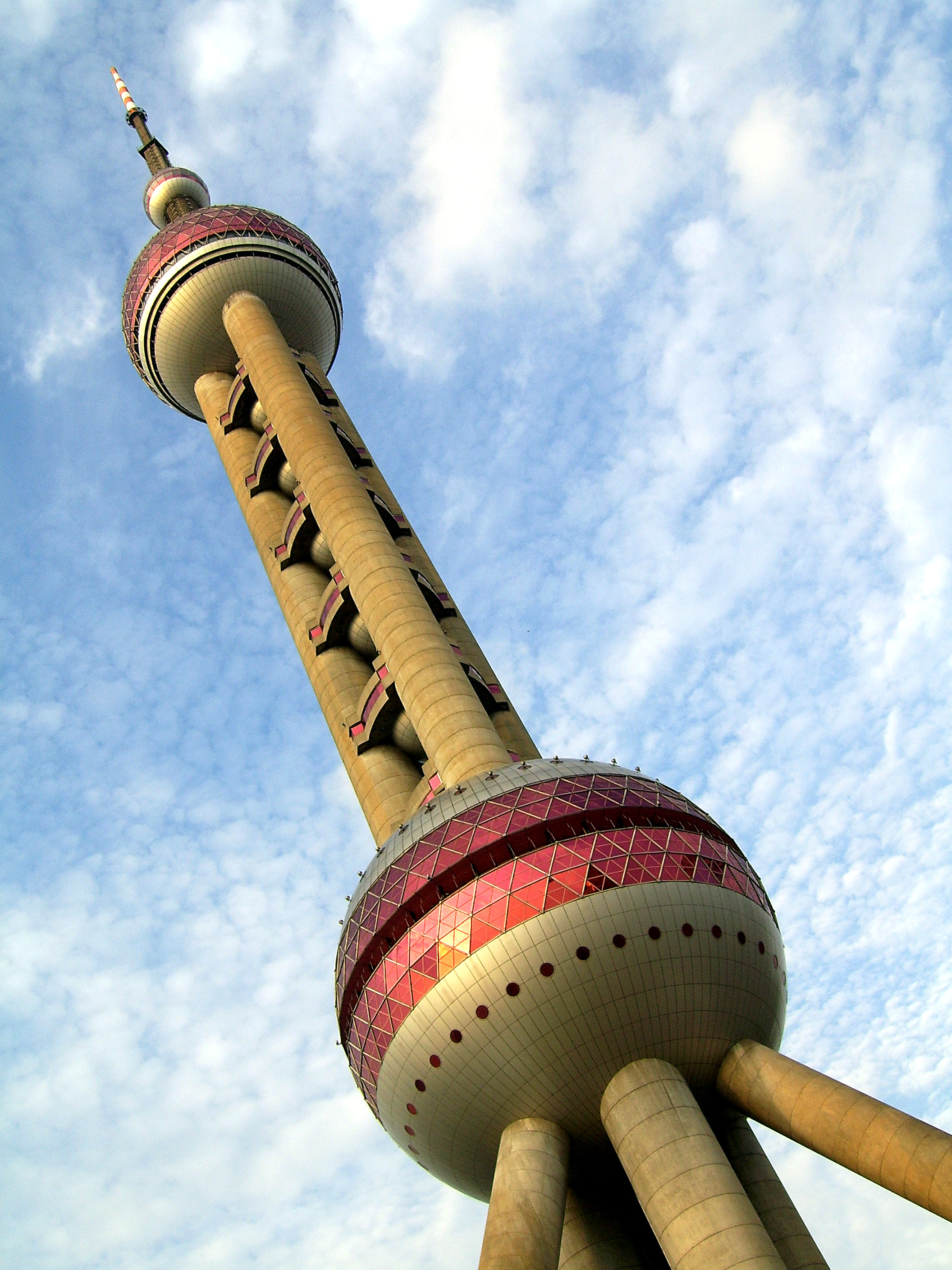
上海东方明珠塔
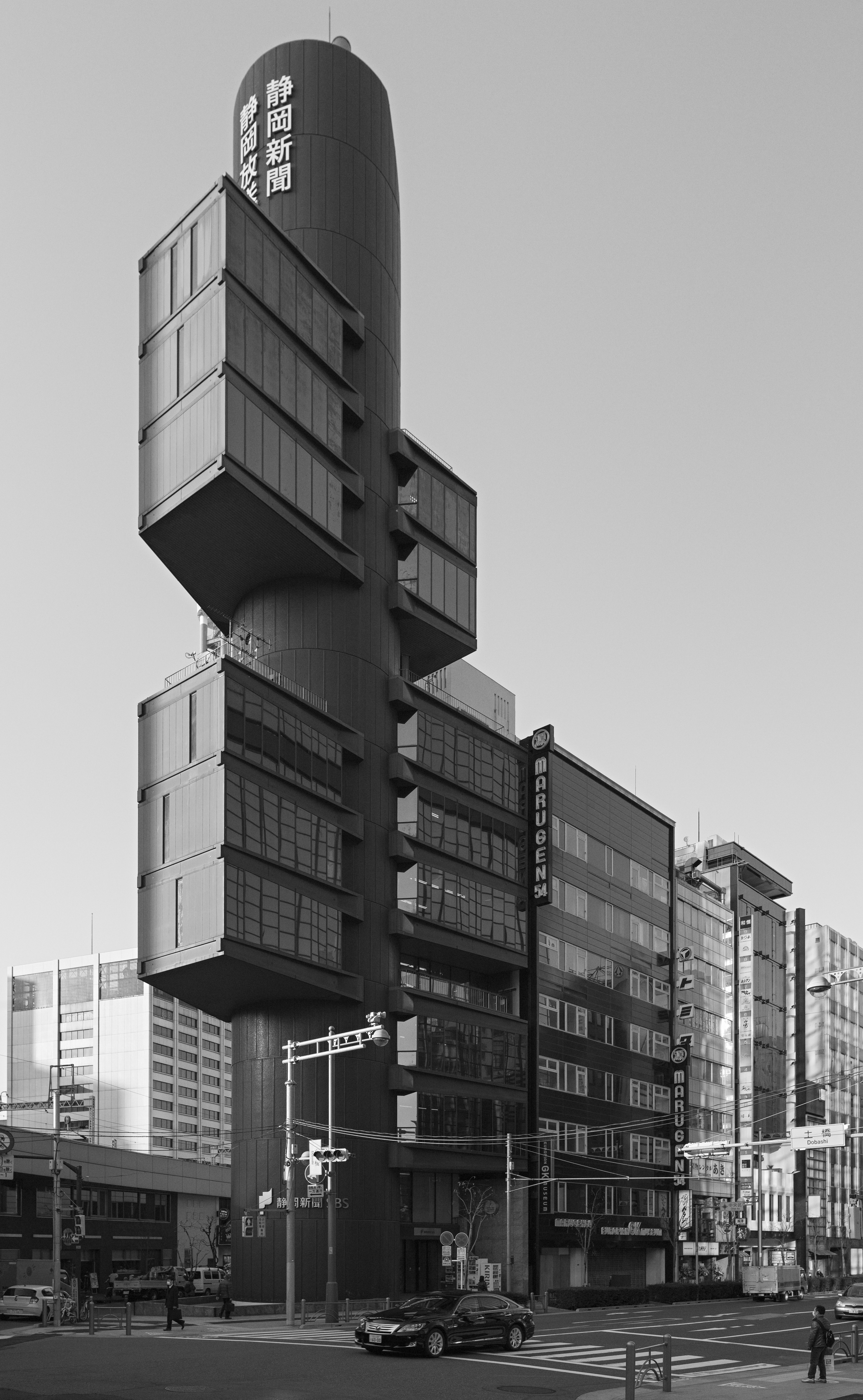
很多代謝運動的建築都有未來主義風格